# Cleveland (Angleterre)
Pour les articles homonymes, voir Cleveland (homonymie).
Cleveland (pron.: [ˈkliːvlənd]) est une ancienne zone géographique dans le Nord-Est de l’Angleterre. Son nom, « cliff-land », se réfère aux collines de sa partie méridionale, qui atteignent 450 m d'altitude. Historiquement intégrée dans le North Riding of Yorkshire, Cleveland se situe au sud de la Tees, et sa plus grosse agglomération a été Guisborough, jusqu'à ce que Middlesbrough ne la dépasse au cours du XIXe siècle.
En 1974, un comté non-métropolitain est créé par le Local Government Act 1972, et nommé d'après la région historique, bien qu'il ne la couvre pas entièrement et qu'il intègre une zone au nord de la Tees qui faisait jusqu'ici partie du comté de Durham. Ce comté s'organise autour de la zone urbaine de Teeside (en) et concerne Middlesbrough, Stockton-on-Tees, Hartlepool et Redcar.
En 1996, le comté est supprimé, ses arrondissements devenant une unitary authority et la Tees redevenant la frontière entre le Yorkshire du Nord et le comté de Durham pour les usages cérémoniaux.